# Evagrije Pontski
Evagrije Pontski (grč. Εὐάγριος ὁ Ποντικός,, lat. Evagrius Ponticus, gruz. ევაგრე ქართველი; Ibora, oko 345. – Scetis, 399.), ranokršćanski maloazijski đakon, teolog, mislilac, govornik, asket i monah, učenik Bazilija Velikoga, Grgura Nazijanskoga i Makarija Egipatskoga,  Paladijev i Kasijanov učitelj i Origenov sljedbenik. Poznat je i kao pustinjski filozof jer je prvi prikupio, priredio i filozofski izložio učenja pustinjskih otaca, objedinivši helenistički intelektualizam s njihovim misticizmom. Odsudno je utjecao na duhovnost monaštva, ali i kršćanskoga misticizma općenito.
Rođen je u Ibori, u rimskoj pokrajini Pontu. Za đakona ga je zaredio njegov učitelj Grgur Nazijanski. Monaštvo započinje u Nitriji, potom četrnaest godina provodi u Ćelijama.
Kao Origenovu sljedbeniku mnoga su mu djela uništena u protuorigenističkim sukobima. Stoga ga i Kasijan, iz opreza prema Origenovim suparnicima, spominje u svojim konferencijama, no ne i imenom.